# Stazione di Potenza Rione Mancusi
Stazione di Potenza Rione Mancusi vasútállomás Olaszországban, Potenza településen.

## Vasútvonalak
Az állomást az alábbi vasútvonalak érintik:
- Altamura–Avigliano–Potenza-vasútvonal

## Kapcsolódó állomások
A vasútállomáshoz az alábbi állomások vannak a legközelebb:
- Stazione di Potenza Santa Maria (Stazione di Altamura (FAL), Altamura–Avigliano–Potenza-vasútvonal)
- Stazione di Potenza Città (Terminal Gallitello railway station, Altamura–Avigliano–Potenza-vasútvonal)